# Campeonato Europeu de Patinação Artística no Gelo de 1969
O Campeonato Europeu de Patinação Artística no Gelo de 1969 foi a sexagésima primeira edição do Campeonato Europeu de Patinação Artística no Gelo, um evento anual de patinação artística no gelo organizado pela União Internacional de Patinação (em inglês:  International Skating Union) onde os patinadores artísticos competem pelo título de campeão europeu. A competição foi disputada na cidade de Garmisch-Partenkirchen, Alemanha Ocidental.

## Eventos
- Individual masculino
- Individual feminino
- Duplas
- Dança no gelo

## Medalhistas
| Evento                        | Ouro                                            | Prata                                                  | Bronze                                                    |
| Individual masculino detalhes | Ondrej Nepela · Tchecoslováquia                 | Patrick Péra · França                                  | Sergei Chetverukhin · União Soviética                     |
| Individual feminino detalhes  | Gabriele Seyfert · Alemanha Oriental            | Hana Mašková · Tchecoslováquia                         | Beatrix Schuba · Áustria                                  |
| Duplas detalhes               | Irina Rodnina · Alexei Ulanov · União Soviética | Liudmila Belousova · Oleg Protopopov · União Soviética | Tamara Moskvina · Alexei Mishin · União Soviética         |
| Dança no gelo detalhes        | Diane Towler · Bernard Ford · Reino Unido       | Janet Sawbridge · Jon Lane · Reino Unido               | Liudmila Pakhomova · Alexander Gorshkov · União Soviética |

## Resultados

### Individual masculino
| Pos.              | Nome                | Nacionalidade      |
| ----------------- | ------------------- | ------------------ |
| Medalha de ouro   | Ondrej Nepela       | Tchecoslováquia    |
| Medalha de prata  | Patrick Péra        | França             |
| Medalha de bronze | Sergei Chetverukhin | União Soviética    |
| 4                 | Günter Zöller       | Alemanha Oriental  |
| 5                 | Philippe Pélissier  | França             |
| 6                 | Haig Oundjian       | Reino Unido        |
| 7                 | Sergei Volkov       | União Soviética    |
| 8                 | Marian Filc         | Tchecoslováquia    |
| 9                 | Yuri Ovchinnikov    | União Soviética    |
| 10                | Jacques Mrozek      | França             |
| 11                | Günter Anderl       | Áustria            |
| 12                | Reinhard Ketterer   | Alemanha Ocidental |
| 13                | Klaus Grimmelt      | Alemanha Ocidental |
| 14                | Josef Schneider     | Áustria            |
| 15                | Daniel Höner        | Suíça              |
| 16                | Jan Hoffmann        | Alemanha Oriental  |
| 17                | Zdzisław Pieńkowski | Polônia            |
| 18                | Petr Strec          | Tchecoslováquia    |
| 19                | Zoltán Horváth      | Hungria            |
| 20                | Thomas Callerud     | Suécia             |
| 21                | Arnoud Hendriks     | Países Baixos      |
| 22                | Gheorghe Fazekas    | Romênia            |
| 23                | Ragnar Wikström     | Finlândia          |

### Individual feminino
| Pos.              | Nome                 | Nacionalidade      |
| ----------------- | -------------------- | ------------------ |
| Medalha de ouro   | Gabriele Seyfert     | Alemanha Oriental  |
| Medalha de prata  | Hana Mašková         | Tchecoslováquia    |
| Medalha de bronze | Beatrix Schuba       | Áustria            |
| 4                 | Zsuzsa Almássy       | Hungria            |
| 5                 | Elisabeth Nestler    | Áustria            |
| 6                 | Elena Shcheglova     | União Soviética    |
| 7                 | Elisabeth Mikula     | Áustria            |
| 8                 | Rita Trapanese       | Itália             |
| 9                 | Patricia Ann Dodd    | Reino Unido        |
| 10                | Eileen Zillmer       | Alemanha Ocidental |
| 11                | Charlotte Walter     | Suíça              |
| 12                | Sonja Morgenstern    | Alemanha Oriental  |
| 13                | Ludmila Bezakova     | Tchecoslováquia    |
| 14                | Galina Grzhibovskaya | União Soviética    |
| 15                | Eleonora Baricka     | Tchecoslováquia    |
| 16                | Renate Zehnpfennig   | Alemanha Ocidental |
| 17                | Frances Waghorn      | Reino Unido        |
| 18                | Christine Errath     | Alemanha Oriental  |
| 19                | Zsofia Wagner        | Hungria            |
| 20                | Britt Elfving        | Suécia             |
| 21                | Zsuzsa Homolya       | Hungria            |
| 22                | Miroslawa Nowak      | Polônia            |
| 23                | Elena Mois           | Romênia            |

### Duplas
| Pos.              | Nome                                      | Nacionalidade      |
| ----------------- | ----------------------------------------- | ------------------ |
| Medalha de ouro   | Irina Rodnina / Alexei Ulanov             | União Soviética    |
| Medalha de prata  | Liudmila Belousova / Oleg Protopopov      | União Soviética    |
| Medalha de bronze | Tamara Moskvina / Alexei Mishin           | União Soviética    |
| 4                 | Heidemarie Steiner / Heinz-Ulrich Walther | Alemanha Oriental  |
| 5                 | Gudrun Hauss / Walter Häfner              | Alemanha Ocidental |
| 6                 | Marianne Streifler / Herbert Wiesinger    | Alemanha Ocidental |
| 7                 | Manuela Groß / Uwe Kagelmann              | Alemanha Oriental  |
| 8                 | Janina Poremska / Piotr Sczypa            | Polônia            |
| 9                 | Mona Szabo / Pierre Szabo                 | Suíça              |
| 10                | Evelyne Schneider / Wilhelm Bietak        | Áustria            |
| 11                | Linda Bernard / Raymond Wilson            | Reino Unido        |
| 12                | Dana Fialova / Josef Tuma                 | Tchecoslováquia    |

### Dança no gelo
| Pos.              | Nome                                    | Nacionalidade      |
| ----------------- | --------------------------------------- | ------------------ |
| Medalha de ouro   | Diane Towler / Bernard Ford             | Reino Unido        |
| Medalha de prata  | Janet Sawbridge / Jon Lane              | Reino Unido        |
| Medalha de bronze | Liudmila Pakhomova / Alexander Gorshkov | União Soviética    |
| 4                 | Angelika Buck / Erich Buck              | Alemanha Ocidental |
| 5                 | Annerose Baier / Eberhard Ruger         | Alemanha Oriental  |
| 6                 | Susan Getty / Roy Bradshaw              | Reino Unido        |
| 7                 | Dana Holanova / Jaromír Holan           | Tchecoslováquia    |
| 8                 | Ilona Berecz / István Sugar             | Hungria            |
| 9                 | Milena Tumova / Josef Pesek             | Tchecoslováquia    |
| 10                | Tatiana Voitiuk / Viacheslav Zhigalin   | União Soviética    |
| 11                | Elena Zharkova / Gennadi Karponosov     | União Soviética    |
| 12                | Edit Mató / Karoly Csanády              | Hungria            |
| 13                | Edeltraud Rotty / Joachin Iglowstein    | Alemanha Ocidental |
| 14                | Elaine Vachon / Jean-Pierre Noullet     | França             |
| 15                | Teresa Weyna / Piotr Bojanczyk          | Polônia            |
| 16                | Elfriede Rup / Walter Leschetizky       | Áustria            |
| 17                | Christiane Dallenbach / Leo Barblan     | Suíça              |

## Quadro de medalhas
| Ordem | País              | Medalha de ouro | Medalha de prata | Medalha de bronze |    | Ordem por total |
| ----- | ----------------- | --------------- | ---------------- | ----------------- | -- | --------------- |
| 1     | União Soviética   | 1               | 1                | 3                 | 5  | 1               |
| 2     | Reino Unido       | 1               | 1                |                   | 2  | 2               |
| 2     | Tchecoslováquia   | 1               | 1                |                   | 2  | 2               |
| 4     | Alemanha Oriental | 1               |                  |                   | 1  | 4               |
| 5     | França            |                 | 1                |                   | 1  | 4               |
| 6     | Áustria           |                 |                  | 1                 | 1  | 4               |
| TOTAL | TOTAL             | 4               | 4                | 4                 | 12 | —               |